# 哈塞奇山
75°51′S 72°29′W / 75.850°S 72.483°W
哈塞奇山是南極洲的山峰，位於帕爾默地，處於霍恩山西南面22公里，海拔高度1,120米，由美國探險隊發現，現時由南極條約體系管理。